# Гуадалупе (Сантандер)
Гуадалупе (исп. Guadalupe) — город и муниципалитет в северо-восточной части Колумбии, на территории департамента Сантандер. Входит в состав провинции Комунера.

## История
Поселение, из которого позднее вырос город, было основано 30 марта 1715 года. Муниципалитет Гуадалупе был выделен в отдельную административную единицу в 1887 году.

## Географическое положение

Муниципалитет Гуадалупе

Город расположен в южной части департамента, в горной местности Восточной Кордильеры, на расстоянии приблизительно 97 километров к юго-западу от города Букараманги, административного центра департамента. Абсолютная высота — 1444 метра над уровнем моря.
Муниципалитет Гуадалупе граничит на севере с территорией муниципалитета Чима, на северо-востоке — с муниципалитетом Гуапота, на востоке — с муниципалитетом Ойба, на юге — с муниципалитетом Суайта, на юго-западе — с муниципалитетами Сан-Бенито и Агуада, на западе — с муниципалитетами Эль-Гуакамайо и Контратасьон. Площадь муниципалитета составляет 155,81 км².

## Население
По данным Национального административного департамента статистики Колумбии, совокупная численность населения города и муниципалитета в 2015 году составляла 4756 человек.
Динамика численности населения муниципалитета по годам:
| 2005 | 2006 | 2007 | 2008 | 2009 | 2010 | 2011 | 2012 | 2013 | 2014 | 2015 |
| ---- | ---- | ---- | ---- | ---- | ---- | ---- | ---- | ---- | ---- | ---- |
| 5596 | 5520 | 5429 | 5336 | 5250 | 5166 | 5088 | 4997 | 4918 | 4839 | 4756 |

Согласно данным переписи 2005 года мужчины составляли 52,8 % от населения Гуадалупе, женщины — соответственно 47,2 %. В расовом отношении белые и метисы составляли 85,7 % от населения города; негры, мулаты и райсальцы — 14,3 %.
Уровень грамотности среди всего населения составлял 84,6 %.

## Экономика
Основу экономики Гуадалупе составляет сельское хозяйство.
35,9 % от общего числа городских и муниципальных предприятий составляют предприятия торговой сферы, 35,5 % — предприятия сферы обслуживания, 27 % — промышленные предприятия, 1,6 % — предприятия иных отраслей экономики.